# Claudia Davies
Claudia Davies (* 1972 in Köln als Claudia Krüger) ist eine deutsche Journalistin und Fernsehmoderatorin.

## Leben
Davies studierte Psychologie. Gleichzeitig absolvierte sie ein Zeitungsvolontariat beim Kölner Stadt-Anzeiger. Danach arbeitete sie als Redakteurin bei ProSieben für das Boulevardmagazin taff.
Ab 1997 arbeitet Davies für das ZDF als Redakteurin und Reporterin für die Sendung Leute heute in München, seit 1999 in Mainz für Johannes B. Kerner und hallo deutschland, unter anderem auch als stellvertretende Redaktionsleiterin. Des Weiteren moderierte sie die heute-Nachtausgaben, die Sendung drehscheibe Deutschland und das Natur- und Umweltmagazin ZDF.umwelt.
Schlagzeilen machte Claudia Davies, als sie am 25. November 2007 während der Sendung ZDF.umwelt heftige Wehen bekam und von ihrer Kollegin Juana Perke abgelöst wurde. Am 29. November 2007 kam ihre Tochter per Kaiserschnitt zur Welt. Im Anschluss an ihre Schwangerschaft nahm sie Erziehungsurlaub.
2017 wirkte sie in einer Folge der NDR-Dokuserie Wie geht das? mit. 
Seit September 2019 ist Davies Moderatorin beim Fernsehsender Phoenix und präsentiert unter anderem die Sendung Phoenix vor Ort.